# Immanuel Hermann von Fichte
Ne doit pas être confondu avec Immanuel Herrmann.
Immanuel Hermann (von) Fichte, né le 18 juillet 1796 à Iéna et mort le 8 août 1879 à Stuttgart, est un théologien et philosophe allemand.

## Biographie
Fils de Johann Gottlieb Fichte, il enseigne à l'université de Bonn 1836, puis à celle de Tübingen 1842 et est anobli. Il publie les œuvres complètes de son père, Vie et Correspondance littéraire, et fait connaître ses théories dans Contributions à la caractéristique de la philosophie moderne 1829.